# 村越望
村越 望（むらこし のぞみ、1926年 - 2014年10月13日）は、日本の南極地域観測隊員。

## 経歴
東京大学にて山岳部に所属。大蔵省職員であったが山岳部所属の経歴を買われて、1956年出発の1次越冬隊に気象担当で参加。その後も4次越冬隊、9次と10次の夏隊に参加。12次夏隊長、15次越冬隊長を務めた。
2014年10月13日、くも膜下出血のため死去。
長男の村越真静岡大学教授は日本におけるオリエンテーリングおよび方向オンチ学の第一人者。